# Drenova (Prijepolje)
Pour les articles homonymes, voir Drenova.
Drenova (en serbe cyrillique : Дренова) est un village de Serbie situé dans la municipalité de Prijepolje, district de Zlatibor. Au recensement de 2011, il comptait 163 habitants.

## Démographie

### Évolution historique de la population
| 1948 | 1953 | 1961 | 1971 | 1981 | 1991 | 2002 | 2011 |
| ---- | ---- | ---- | ---- | ---- | ---- | ---- | ---- |
| 760  | 811  | 799  | 678  | 496  | 332  | 208  | 163  |

|  |